# GNU Shepherd
GNU Daemon Shepherd, или GNU Shepherd (ранее известный как GNU dmd), — сервисный менеджер, который обеспечивает замену SysVinit или любого другого init. Предназначен для использования на GNU/Hurd, но может работать на любой POSIX-подобной системе, где доступен Guile (разновидность Scheme), который также используется для определения настроек и параметров запуска сервисов. В частности, он используется как PID 1 в дистрибутиве GuixSD.
Также Shepherd может использоваться и отдельно для управления процессами отдельных пользователей, что похоже на возможность использования пакетного менеджера GNU Guix для отдельных пользователей в любых POSIX-подобных системах, то есть вне зависимости от основного сервисного менеджера.